# مایک تروی
مایک تروی (به انگلیسی: Mike Troy) (زادهٔ ۳ اکتبر ۱۹۴۹) شناگر اهل ایالات متحده آمریکا است.